# Anja Cordes
Anja Cordes (født 24. november 1955 i København) er advokat med speciale i familieret og var formand for Danske FAMILIEadvokater 2004 − 2011.
Hun er uddannet cand.jur. fra Københavns Universitet 1981. Beneficeret advokat i 1984 med møderet for Højesteret og uddannet mediator (konfliktmægler) i 1997 af danske og engelske advokatmediatorer.